# Liste des comarques de Catalogne

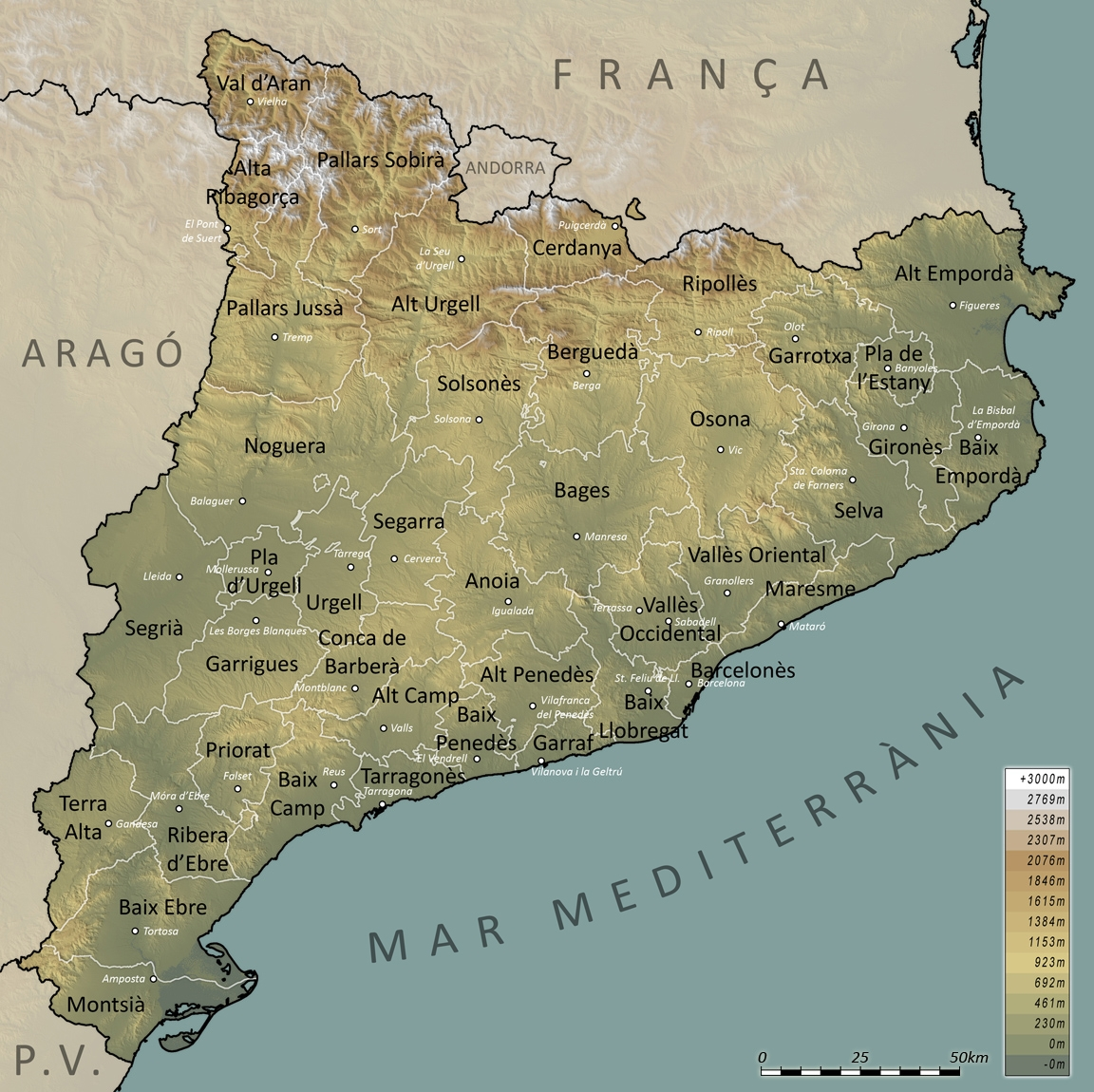
Division en comarques de la Catalogne

Le territoire de la Catalogne est divisé en comarques (en catalan comarca, pluriel comarques), niveau administratif comparable aux communautés de communes françaises mais avec des territoires un peu plus étendus. Ce sont des regroupements de communes réunissant en moyenne une trentaine de communes. Le Consell Comarcal est reconstitué lors de chaque élection municipale en tenant compte du résultat des partis politiques et groupements d'électeurs dans toutes les communes de la comarca.

## Carte
| Anoia Bages Segarra Solsonès Conca de · Barberà Moianès Osona Berguedà Basse · Cerdagne Alt · Urgell Pallars · Sobirà Val d'Aran Alta · Ribagorça Pallars · Jussà Noguera Urgell Pla · d'Urgell Segrià Garrigues Alt · Penedès Baix · Llobregat Barcelonès Vallès · Occidental Maresme Vallès · Oriental Ripollès Garrotxa Alt Empordà Pla de · l'Estany Gironès Selva Baix · Empordà Garraf Baix · Penedès Tarragonès Alt · Camp Baix · Camp Priorat Ribera · d'Ebre Terra · Alta Baix Ebre MontsiàFrance Pyrénées-Orientales Ariège Haute · Garonne Andorre Aragon Communauté valencienneMer Méditerranée |

## Liste des comarques de Catalogne
| Nom officiel (en catalan)        | Population | Superficie (km²) | Capitale                                   |
| -------------------------------- | ---------- | ---------------- | ------------------------------------------ |
| Alt Camp                         | 40 017     | 538,01           | Valls                                      |
| Alt Empordà                      | 118 950    | 1357,53          | Figueres                                   |
| Alt Penedès                      | 93 408     | 592,77           | Vilafranca del Penedès                     |
| Alt Urgell                       | 20 936     | 1446,9           | La Seu d'Urgell                            |
| Alta Ribagorça                   | 4431       | 426,86           | El Pont de Suert                           |
| Anoia                            | 105 376    | 866,28           | Igualada                                   |
| Bages                            | 169 114    | 1295,08          | Manresa                                    |
| Baix Camp                        | 167 889    | 695,07           | Reus                                       |
| Baix Ebre                        | 74 962     | 1002,72          | Tortosa                                    |
| Baix Empordà                     | 120 302    | 701,69           | La Bisbal d'Empordà                        |
| Baix Llobregat                   | 757 814    | 486,70           | Sant Feliu de Llobregat                    |
| Baix Penedès                     | 79 967     | 296,24           | El Vendrell                                |
| Cerdanya ou Baixa Cerdanya       | 16 862     | 546,57           | Puigcerdà                                  |
| Barcelonès                       | 2 215 581  | 144,72           | Barcelone (nom français) Barcelona         |
| Berguedà                         | 39 746     | 1184,89          | Berga                                      |
| Conca de Barberà                 | 20 057     | 650,24           | Montblanc                                  |
| Garraf                           | 127 928    | 592,40           | Vilanova i la Geltrú                       |
| Garrigues                        | 19 974     | 799,61           | Les Borges Blanques                        |
| Garrotxa                         | 51 786     | 735,39           | Olot                                       |
| Gironès                          | 160 838    | 575,40           | Gérone (nom français) Girona (nom catalan) |
| Maresme                          | 398 502    | 398,91           | Mataró                                     |
| Montsià                          | 64 181     | 735,37           | Amposta                                    |
| Noguera                          | 37 565     | 1784,06          | Balaguer                                   |
| Osona                            | 142 337    | 1260,12          | Vic                                        |
| Pallars Jussà                    | 12 566     | 1343,08          | Tremp                                      |
| Pallars Sobirà                   | 6883       | 1 377,92         | Sort                                       |
| Pla de l'Estany                  | 27 905     | 262,83           | Banyoles                                   |
| Pla d'Urgell                     | 33 105     | 305,13           | Mollerussa                                 |
| El Priorat                       | 9665       | 498,60           | Falset                                     |
| Ribera d'Ebre                    | 22 925     | 827,31           | Móra d'Ebre                                |
| Ripollès                         | 26 400     | 956,24           | Ripoll                                     |
| Segarra                          | 20 996     | 722,67           | Cervera                                    |
| Segrià                           | 183 954    | 1396,65          | Lleida                                     |
| Selva                            | 144 420    | 995,11           | Santa Coloma de Farners                    |
| Solsonès                         | 12 764     | 1001,21          | Solsona                                    |
| Tarragonès                       | 212 520    | 318,86           | Tarragone                                  |
| Terra Alta                       | 12 724     | 743,36           | Gandesa                                    |
| Urgell                           | 34 117     | 579,73           | Tàrrega                                    |
| Vall d'Aran Val d'Aran (occitan) | 9 219      | 633,60           | Vielha                                     |
| Vallès Occidental                | 815 628    | 583,17           | Sabadell et Terrassa                       |
| Vallès Oriental                  | 361 319    | 850,99           | Granollers                                 |

## Modifications de 1990
En 1990 a été modifié le rattachement aux comarques  de certaines communes:
| Commune                | Comarque antérieure | Comarque actuelle |
| ---------------------- | ------------------- | ----------------- |
| Alfarràs               | Noguera             | Segrià            |
| Arbolí                 | Priorat             | Baix Camp         |
| Bonastre               | Tarragonès          | Baix Penedès      |
| Caldes de Montbui      | Vallès Occidental   | Vallès Oriental   |
| Castellet i la Gornal  | Garraf              | Alt Penedès       |
| Esplugues de Llobregat | Barcelonès          | Baix Llobregat    |
| Els Garidells          | Tarragonès          | Alt Camp          |
| Masllorenç             | Alt Camp            | Baix Penedès      |
| La Molsosa             | Anoia               | Solsonès          |
| Montesquiu             | Ripollès            | Osona             |
| Montornès de Segarra   | Urgell              | Segarra           |
| Olesa de Bonesvalls    | Garraf              | Alt Penedès       |
| La Portella            | Noguera             | Segrià            |
| Sant Jaume d'Enveja    | Baix Ebre           | Montsià           |
| Sant Just Desvern      | Barcelonès          | Baix Llobregat    |
| Sant Quirze de Besora  | Ripollès            | Osona             |
| Santa Maria de Besora  | Ripollès            | Osona             |
| Vallfogona de Riucorb  | Segarra             | Conca de Barberà  |
| Vidrà                  | Ripollès            | Osona             |

## Création de la comarque du Moianès
Le 1er mai 2015, la comarque du Moianès est créée.
| Commune              | Comarque précédente |
| -------------------- | ------------------- |
| Calders              | Bages               |
| Castellcir           | Vallès Oriental     |
| Castellterçol        | Vallès Oriental     |
| Collsuspina          | Osona               |
| l'Estany             | Bages               |
| Granera              | Vallès Oriental     |
| Moià                 | Bages               |
| Monistrol de Calders | Bages               |
| Sant Quirze Safaja   | Vallès Oriental     |
| Santa Maria d'Oló    | Bages               |